# 澳門獨立

葡屬澳門旗

自1999年12月20日起正式使用的澳門特別行政區區旗由五星、蓮花、大橋、海水圖案和澳門綠組成。當初主張採用綠色的人認為澳門自古以來沒有發生大戰亂，是世界上少有的和平地區，且澳門的地理環境四週環水，綠色生態好，此外，綠色代表「和平、友善、善於傾聽、不希望發生衝突」的性格

澳門獨立（葡萄牙語：Independência de Macau）是一種支持澳門從中華人民共和國獨立的主張。2016年，澳門獨立議題因香港立法會宣誓風波而間接引起的「澳門立法會選舉法修法爭議」的影響一度被提及。2017年，中共中央机关报旗下《環球時報》、澳門媒體《新華澳報》以及相關團體因炒作澳獨議題而被各界批評。批評者擔心若挑起相關討論，會讓本身不存在和沒有市場的議題成真，情況有如自前香港特首梁振英挑起本來甚少有人討論的港獨問題後，港獨便成為愈來愈多人討論的議題，梁振英更因此被揶揄為「港獨之父」。法國廣播電台则有評論文章認為，澳獨議題是官方炮製出來用以打壓反對派的手段。另外，葡萄牙曾趁機在鴉片戰爭後中國國力衰落之時試圖讓中國承認澳門獨立，但歷代中國政府皆從未放棄過對澳門的主權。

## 背景

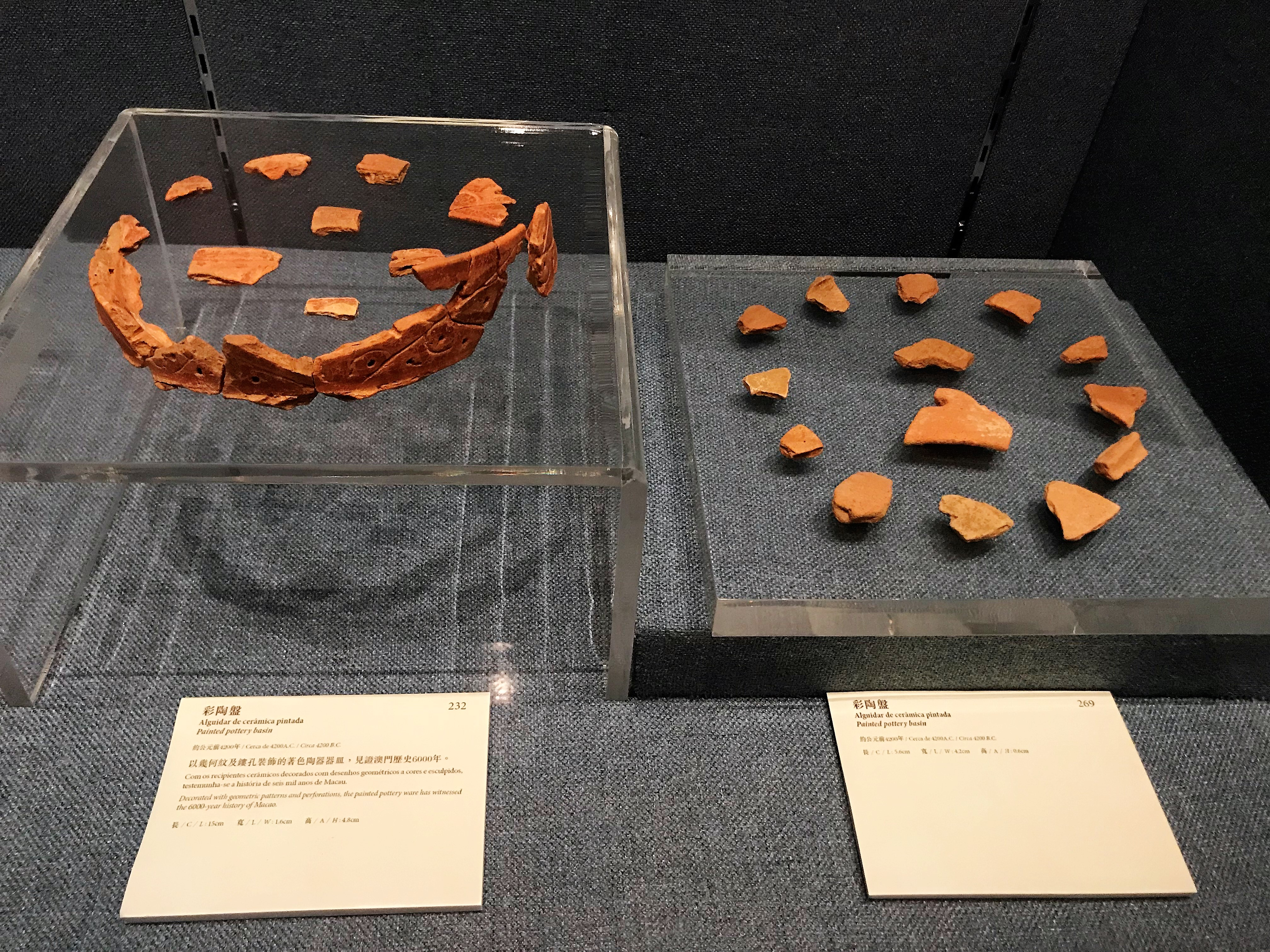
在澳門路環出土的史前彩陶碎片，已有6000多年的歷史

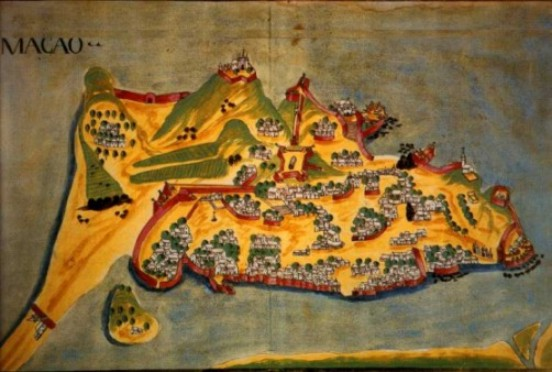
1639年的澳門地圖，澳門歷史上以中西交流馳名，明末清初的「西學東漸」中在地區上扮演重要角色，亦曾在世界經濟的運轉中發揮重大作用

約在公元前4,000多年的新石器時代，已有人類在澳門一帶聚居。在秦朝，澳門屬南海郡番禺縣，東晉時期屬新會郡封樂縣，隋朝時期初年改屬南海郡寶安縣，唐朝廢寶安縣改屬東莞縣，在明朝和清朝屬廣東府香山縣恭常都。1553年至1557年間，葡萄牙人開始在澳門定居，標誌着澳門正式開埠。1573年（明萬曆元年），1614年（萬曆四十二年），明朝政府允許葡萄牙人繼續賃居澳門，建設城池，設置官吏，對之加强管理。從明嘉靖三十二年葡萄牙人進入和賃居澳門到清光緒十三年的334年間，中國政府一直在澳門設置各種管理機構，委派守澳官、縣丞、同知、參將等文武官員管理澳門的行政、軍事、司法和關税等事務。
鴉片戰争後，葡萄牙人開始不斷侵奪澳門的領土主權，1845年，葡萄牙女王瑪利亞二世單方面宣佈澳門為自由港，容許外國商船停泊進行貿易活動，亦拒絕向中國政府繳付地租。1846年，新上任的澳門總督亞馬留一改以往歷來澳門總督對華親善的作風而採取強硬的擴張手段，封閉在澳門的海關行臺，毀掉香山縣丞衙署。翌年，亞馬留停止向清政府繳納地租，並且將設立在議事亭內的清皇帝御旨石碑拆除，驅逐清政府在澳門的官吏和海關人員，推行近佔七村，遠奪三島擴張政策，進一步擴大葡萄牙人在澳門的勢力範圍，意圖達成澳門獨立這一目標。1848年2月27日，亞馬留在向里斯本提出：「為了澳門的獨立，我們必須停止向中國政府繳納船鈔，關閉澳門中國海關，不再向中國政府交納澳門地租。」
1862年7月，澳門總督基馬良士（葡萄牙語：Izidoro Franeisco Guimarães，又譯吉馬良斯）作為特命全權公使在北京與中國政府談判，在談判中，葡萄牙的主要目標是要中國承認澳門獨立。經過一個多月的談判後，中國政府代表作了讓步，同意簽訂中葡《和好通商章程》，條約中第九條規定「由大清國大皇帝仍任憑設立官員駐紮澳門，辦理通商貿易事務，並稽查遵守章程，但此等官員應系或旗、或漢四五品人員，其職任事權得以自由之處，均與英、法、美諸國領事等官駐札澳門、香港等處各員辦理自己公務，懸掛本國旗號無異。」當時的總理衙門認為只要明確指出澳門由中國設官，便意味著澳門仍然屬中國管治的地方，然而在國際法上，該規定等同承認了澳門獨立，承認了澳門為葡萄牙屬地，清朝駐所澳門的官員也降為與英國、美國、法國等國駐紮澳門領事官同等的地位。
1887年12月1日，葡萄牙王國和大清國簽訂《中葡和好通商條約》，其中規定「葡國永駐管理澳門及屬澳之地……定準由葡國堅允，若未經中國首肯，則葡國永不得將澳地讓與他國」，到了1889年，葡萄牙人共佔領了相當於今天整個澳門地區的面積。歷史學家黃啟臣指出，在國際法觀點上，該條約本身沒有表明中國政府將澳門割讓予葡萄牙，而是僅允許葡萄牙「永駐管理澳門」，而「管理」權祇是一種事實，並非是主權本身且低於主權，因此澳門仍然是中國的領土，且條約簽約後，葡萄牙外交部長便說葡方「從未指明，也不擬指明這行動是割讓領土」，可見澳門未割讓給葡萄牙，中國仍然擁有澳門的「所有權」在中國手上，而「所有權」就法理而言是主權最根本的標誌。另外，條約表明中國對澳門具有法定的最終處分權，因為葡方沒有交換、出賣、出租、割讓澳門的最終處分權，澳門的最終處分權（主權）仍然在中國手上。
1926年，土生葡人歷史學家徐薩斯（CA Montalto de Jesus）出版其1902年著作《歷史上的澳門》的第二版。當中增補的章節，將澳門與上海和香港的繁榮進行比較，並批評葡萄牙里斯本政府對澳門錯誤的殖民政策，倡議將澳門交給國際聯盟（聯合國的前身）託管，認為託管對澳門的前途更好。葡萄牙政界有輿論對其觀點進行抨擊，認為這違背了葡萄牙殖民當局的初衷。是“煽動叛亂的行為”，並開始查禁該書在澳門和葡萄牙的出版。但該書在澳門被禁後，仍然出售。
1946年12月16日，聯合國決議澳門及新加坡等所有殖民地屬於「非自治領土」（Non-Self-Governing Territories），可以脫離宗主國成為獨立國家。1960年12月14日，聯合國通過讓殖民地自決獨立的1514號決議。1964年9月下旬，多國左派組織在蘇聯莫斯科召開了世界青年論壇。其中蘇聯青年組織領導人9月20日開始進分組討論以來，要求給予香港澳門獨立。其後，錫蘭青年代表在小組會上亦提出要求消滅在亞洲的殖民地的決議草案，當中把香港、澳門和帝汶、巴布亞、阿曼、亞丁和南阿拉伯並列，要求按照聯合國宣言，給予它們獨立。對此，中國代表表達強烈不滿，認為香港和澳門是中國領土，由英國、葡萄牙佔領。決議要求港澳獨立，實際上是要港澳脫離中國。最後，會議表決通過了錫蘭代表提出的草案。中國代表團之後聲明，認為論壇被蘇聯作為“反華”工具，而沒有團結第三世界反帝。
1966年12月3日，澳門爆發一二·三事件，事件引發警民衝突，更觸發大規模反對殖民統治的騷動，當地親北京左派亦藉着文革的影響，在事件中引入文革式鬥爭手段，通過「反殖愛國」鬥爭，企圖奪取殖民地政府的權力。事件結果造成8人死亡、200多人受傷。12月10日，廣東省人民委員會外事處與當時在澳門的親中共社團向澳督嘉樂庇提出六項要求，當中包括「立即向澳門同胞當面認罪和簽具認罪書」。12月21日起，澳葡政府被迫每天派出代表到拱北與廣東省外事處就認罪書內容展開談判。1967年1月，廣東省人民委员会關閉與澳門接壤的關閘，禁止中國內地糧食及食水輸往澳門，迫使澳葡政府屈服。28日，澳葡政府最終認罪道歉，簽署《澳門政府對華人各界代表所提出的抗議書的答覆》，涉事官員離澳。事件過後，澳葡政府大權旁落，迅速失去統治意志，在政治上一切都要以大陆当局和中國共產黨的意圖為依歸，例如配合清洗國民黨在澳勢力（事件爆發前國共勢力相平衡）等。親中共的當地華人領袖何賢成為事實上的「影子澳督」，有人嘲笑澳門成為了「半個解放區」，澳門社會自此被左派控制。
1972年3月8日，剛取代中華民國、接替「中國」在聯合國席次的中華人民共和國堅稱擁有香港、澳門主權，聲明澳門「不屬於通常的殖民地範疇的問題」，以議案夾帶方式要求「不應列入殖民宣言中適用的殖民地區名單之內」。同年11月2日的會議上2908號「給予殖民地國家和人民獨立宣言的執行」決議最終獲得通過，有99票支持殖民地自決，英國、法國、葡萄牙、南非及美國5票反對，以及23票棄權。在中華人民共和國施壓下，附帶通過將澳門、香港剔出「適用於1514號決議的領土名單」（be excluded from the list of Territories to which the Declaration is applicable），確認宣言中的自決獨立權並不適用於澳門（唯基於聯合國無權主動干涉會員國的領土歸屬問題，決議實際上未有觸及對香港主權或是否具殖民地地位的詮釋）。澳門自此失去自決權利。
1975年，葡萄牙政府提出歸還澳門，但鑑於當時文革尚未结束，中國大陸一片混亂，沒有心思去考慮收回澳門的問題。1987年4月13日，兩國政府正式簽署《中葡聯合聲明》，聲明中華人民共和國政府將在1999年對澳門恢復行使主權。
1989年，為應對六四事件之後的港澳社會信心問題，港澳富商、“賭王”何鴻燊在發表其聯合國託管港澳的建議，由親中派的《澳門日報》刊載全文，題為〈美夢成真？〉的文章，建議於香港與澳門主權回歸中國後，由中國政府將兩地出租予聯合國100年，作為新的聯合國總部所在地，並由聯合國託管。何認爲其這項提議，“符合中英、中葡聯合聲明”、“體現中國收回兩地之主權”、“提高中國在國際上之聲譽”、“冷卻及抑制移民潮的發展”、“亞洲人口最多，在亞洲設聯合國總部合理”。他認為此舉可兼顧中國收回主權與維持港澳原有制度，達致「一舉數得」，並有助於恢復國際社會對中國的信心，將港澳打造為「亞洲的瑞士」。據何自述，此構思曾於中英談判之前的六十年代就提出，當時香港新華社社長梁威林邀請一眾香港富豪，如李嘉誠、鄭裕彤、霍英東、馮景禧、胡漢輝等人，討論香港澳門的前途問題，他向眾人提出此一建議以解決前途信心問題，席上眾人鼓掌支持，梁威林則「莞爾一笑」。建議最終並未有下文。
1999年12月20日起，中華人民共和國政府對澳門行使主權，結束了葡萄牙人在澳門一百多年的統治歷史（不包括1553年至1849年澳門的行政、司法、稅收等權仍屬廣東地方政府所掌握的時期）。

### 意識形態

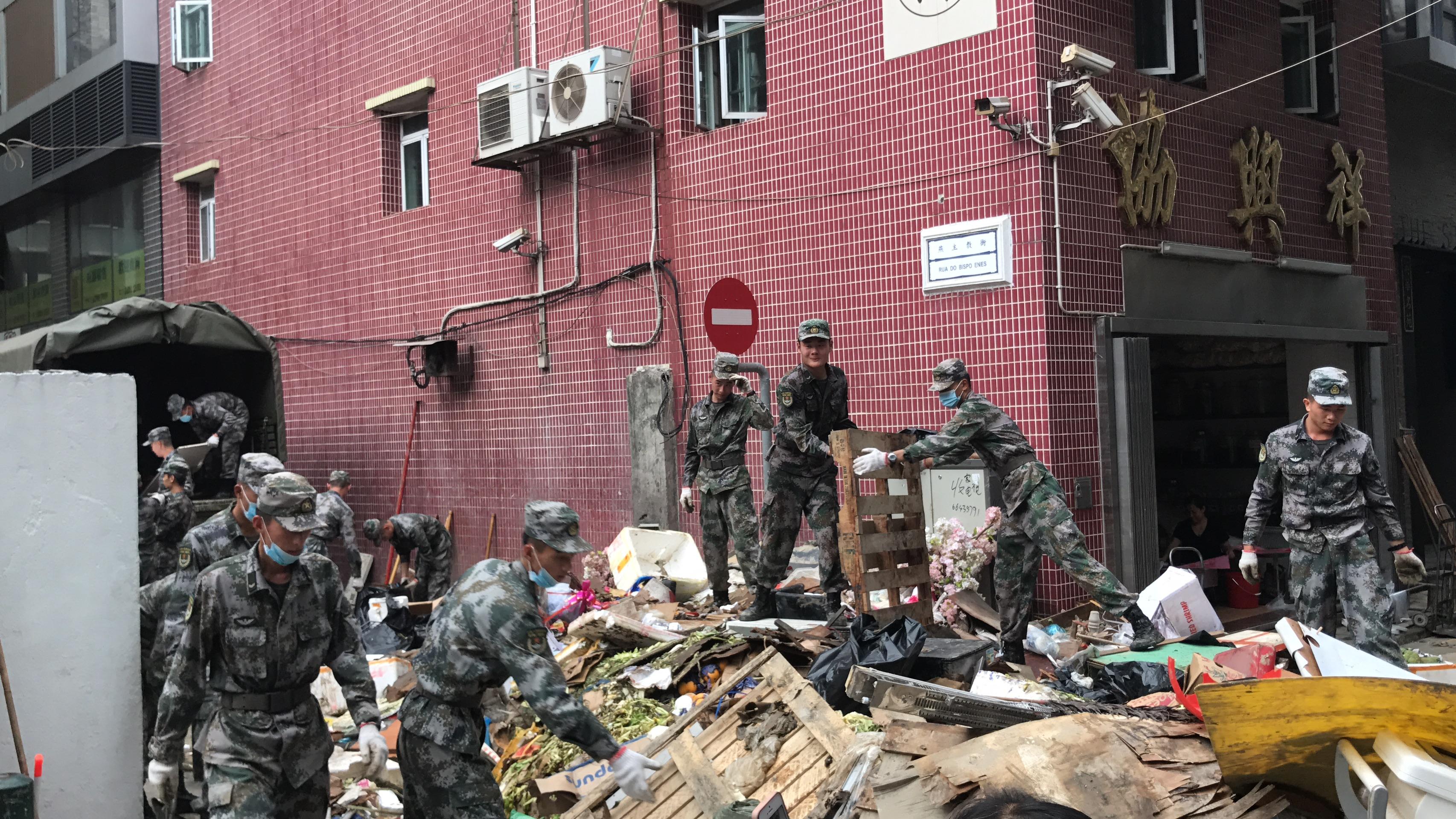
解放軍在澳門內港一帶協助清理颱風天鴿造成的垃圾

前澳門大學政府與行政學系副教授仇國平以澳門和香港兩地的社會團體政治立場作出比較，他認為香港的親北京勢力在六七暴動中被港英政府摧毁，香港市民不齒左派勢力對香港穩定及繁榮的破壞，而左派人士對香港自治權的挑戰也受到當時港英政府的限制；另一方面，澳門的左派勢力則在1966年一二·三事件中迫使澳葡政府屈服，左派得以在社會各個階層紮根，導致澳門社會至今普遍親中，人們的身份認同上傾向中國大陸，令到澳門的本土身份認同感難以被營造。至今澳門人對中國文化以至中國政府有強烈的認同感，在中國政府眼中，澳門作為一國兩制的試驗品比香港更成功。
同樣是殖民地政府，澳葡政府對一二·三事件和港英政府對六七暴動的應對方法不同。澳葡政府選擇「認罪道歉」，而港英當局則「絕不妥協」，並且一直堅持平亂直到中國政府強行下令香港左派終止暴動為止。港澳兩地不同的應對手段，導致兩地在暴亂後20年的發展軌跡有所不同，澳葡政府失去統治意志後，當地政治、經濟、社會、文化各方面一度處於全面停頓的狀態；而港英政府在挫敗左派暴動後的統治意志則表現得非常堅定，且民望高企，經過對六七暴動深層次原因的檢討，進行相關的大規模政治、經濟、社會領域的深刻改革，在1970到80年代的黃金20年間發展成為「亞洲四小龍」之一；相比之下，澳門的停滯和沒落就顯得特別突出，在如此情況下，澳門居民並不如一些香港人般反對「回歸」，反而希望藉「回歸」來改變澳葡政府不作為的局面。
澳門在公民社會方面不如鄰近的香港。香港擁有一個強大的公民社會，社會上有支持新聞自由的機構，也有代表公民利益的組織以及為民主作鬥爭的非政府組織，以及有許多熱衷於和重視政治和民主運動的大學。自2014年起，學生們便開始討論獨立的可能性，與香港獨立有關的運動也大多來自香港的大學，在社會上的反北京情緒影響下，香港人也越來越少認定自身為「中國人」；在澳門，公民社會的規模不及香港，代表公民利益的組織的勢力也比較薄弱，澳門的大學也不熱衷於政治議題。
澳门在身份建構与国族认同方面也与香港大不相同，2015年12月，香港大學民調機構以電話訪問510名澳門市民，結果顯示澳門市民對「中國人」身份的認同感比2014年上升2分，評分與「澳門人」的認同感相同，皆為7.9分。該民調也顯示出澳門市民最關心的是民生問題，其次是經濟和政治問題，結構上多年來沒有改變。《經濟學人》雜誌於2017年颱風天鴿在澳門大肆破壞後發文指出，香港與澳門最大不同之處在於，澳門人對解放軍幫忙清理颱風過後的災情，紛紛報以熱烈的掌聲，但在香港，解放軍履行一些人道主义性的任務也會遭到質疑。

### 獨立條件
新聞網站The Perspective的一篇評論文章認為，儘管澳門與香港同樣面對新移民湧入、房價飆升、缺乏民主、本土「中國大陸化」和北京政府多次干預等問題，但澳門並沒有產生跟香港一樣的獨立情緒，原因之一是因為被喻為「世界博彩之都」、世界上最富裕的地區之一的澳門強烈依賴佔澳門GDP的一半以上的賭博業和旅遊業，而澳門經濟在很大程度上取決於來自中國大陸的遊客，對於澳門人而言，失去中國大陸遊客的代價太高；相之相比，香港則擁有強大的經濟基礎，即使沒有中國大陸遊客也能生存，因此有與北京政府對抗的本錢。

## 相關事件

### 2016年立法會選舉法修法爭議
2016年，中華人民共和國全國人大常委會針對香港立法會宣誓風波对《香港特別行政區基本法》進行第五次釋法後，澳門政府向立法會提交修改立會選舉法，要求追加參選人須聲明擁護《基本法》和效忠澳門特區的條文，並規定不可擔任其他國家的議員職位，行政法務司陳海帆稱新增相關條文是參考了人大對香港《基本法》第104條釋法，引入聲明書是為了「防患未然，未雨綢繆」，又指選管會將根據參選人過往言論或行動判斷該人是否屬「不擁不忠」，惟因法案不設追溯期，參選人作出聲明時若表示願意放棄過往「不擁不忠」言論就不影響其議員資格。另外，若拒絕聲明，或事實證明不擁護，則會被剝奪被選資格。
《訊報》有評論文章形容澳門社會和諧溫順得有如「小綿羊」，認為政府的做法是「引火上身，多此一舉」，質疑政府意圖消滅社會一切反對聲音，並認為政府的做法只會增加公眾的不滿情緒，又質疑政府想以香港為榜樣，為自己施政的失敗找個可推卸的對象。評論又指出，澳門從來都沒有所謂的「澳獨思潮」，既沒有市場，亦沒有土壤，又批評是那些經常聲稱要慎防「澳獨」的人令人不勝其煩地不斷帶起有關討論，加上對當地政府無能腐敗的不滿，地區性的民怨亦會蔓延到對北京政府的不滿。文章亦批評澳門政府在香港人大釋法事件後未夠一個月就高效率地推出新法案文本，然而在處理民生議題時卻相當緩慢和缺乏效率。
時新澳門學社副理事長蘇嘉豪批評政府「東施效顰」，又批評陳海帆的做法是爭著當「澳獨之母」。他說《基本法》第101條已清楚列明議員宣誓必須遵守、擁護及效忠的條款，另行修法是「僭建基本法」，批評修法美其名未雨綢繆只是「作賊心虛」。

### 2017年澳獨議題風波

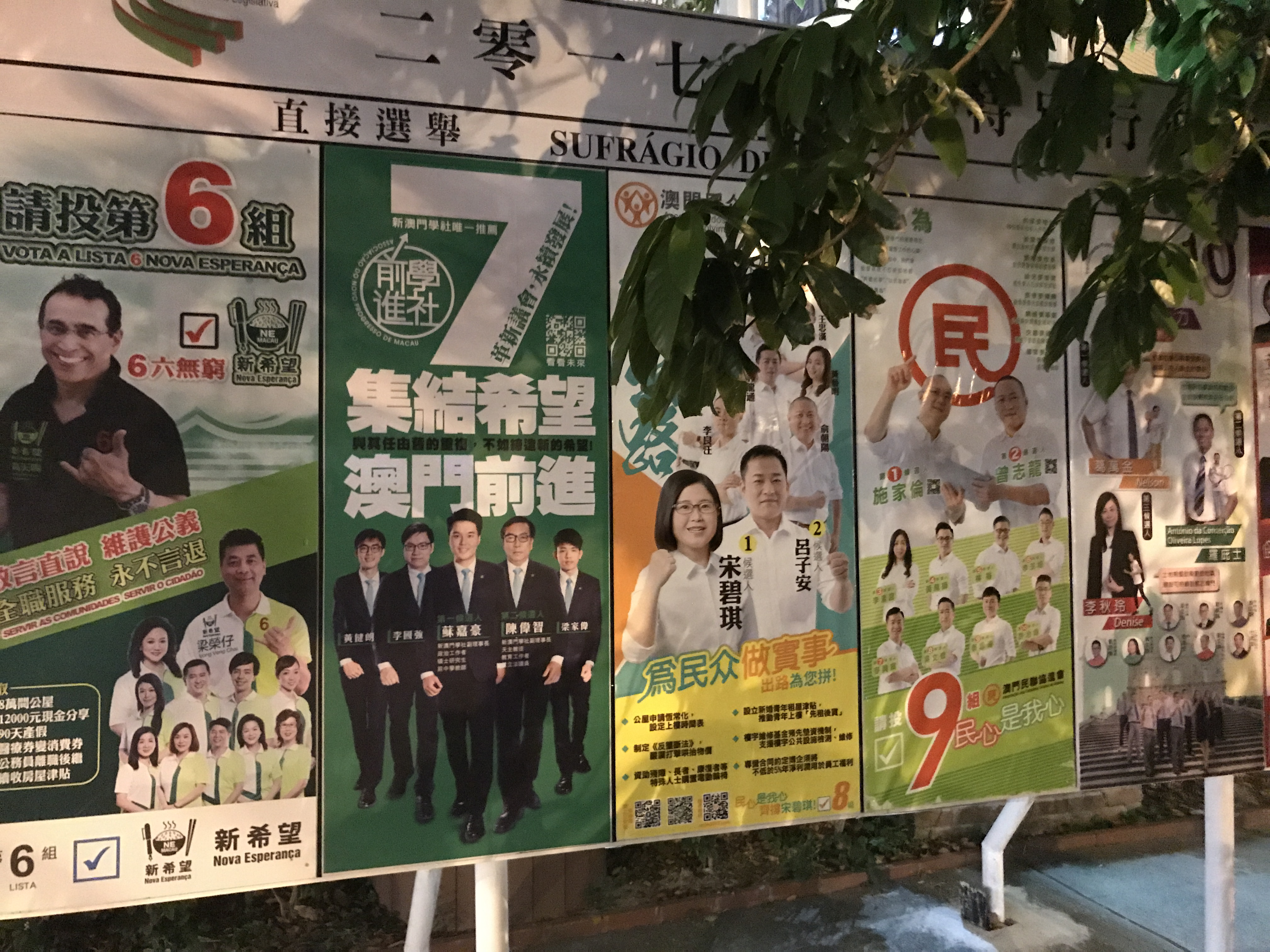
2017年澳門立法會選舉候選組別海報

2017年9月的澳門立法會選舉期間，中共中央机关报《人民日報》旗下《環球時報》在9月13日刊出了一篇標題為《圖謀引入激進抗爭！澳門「獨派分子」想進立法會》的文章，文中引用建制派媒體《新華澳報》的報導，點名批評時立法會參選人、澳門民主派議政團體「新澳門學社」的蘇嘉豪為「泛民象徵，企圖將香港的所謂抗爭手法帶到澳門社會及立法會」。報道亦指，學社人員黃健朗曾在社交網站上公開指「參加澳門立法會選舉可主張港獨，因為香港《基本法》不能在澳門實施」。
9月9日，以「學社前進」名義參加立法會選舉的蘇嘉豪，以及其他學社人員在三盞燈的造勢晚會期間遭十多名聲稱「澳門收藏家協會」成員舉橫額抗議，抗議者大喊「反對獨派進入立法會」口號，並且在橫額上寫著「黃健朗冇再獨害青年人（黃健朗不要再獨害青年人）」、「災難面前祖國是靠山」及「獨派無人性」。協會會長吳利勳表示，他們看到有「獨派」年青人在學社組別候選人的名單中，並聽到社會有聲音指，有「港獨」的選舉模式來傳授到澳門。他表示堅決反對「獨派」思想進入澳門，也堅決不容許「獨派」思想進入澳門，危害青年。
有「學社前進」助選團成員要求一名抗議者拿出黃健朗宣傳「澳獨」的證據，該名抗議者隨即打開手機查找了一會後未有結果，有一名抗議者向另一名抗議者說「唔好回答佢任何問題（不要回答他任何問題）！」另有數名抗議者則重複大喊「總之獨派就是沒人性！」。其後有記者上前提問，有男子稱他們是「反獨派」，擔心香港的港獨派將「技術」傳過來澳門立法會。記者回應稱現時澳門無所謂「澳獨」，該男子稱「依個係唔可以存在嘅（這是不可以存在的）……」記者再問為何與學社候選人有關，該男子說學社候選人跟香港的獨派有聯繫，記者追問有否證據，該男子回答「暫時沒有……我們只是在發表意見……總之就是要反對」。
9月13日，「學社前進」成員在黑沙環新街集會，過程中先後被另外三個組別的第一候選人打擾，分別為第17組第1候選李少坤、第22組第1候選人黃偉民以及23組第1候選人利建潤，他們在集會地點辱罵學社成員，辱罵用詞中包括「賣國賊」，又試圖阻礙「學社前進」候選人的競選演講及宣傳。
相關人士及帶出「澳獨」議題的報道在刊出後受到學社、學者專家及一些媒體的批評和反駁。蘇嘉豪和黃健朗對相關指控作出澄清，又指把反對派扣帽子成主張獨立或者受到外國勢力支配，是北京當局常用的政治技倆。他認為某些團體誣陷學社候選人「搞獨立」，變相是對學社過往監督政府的工作的肯定。黃健朗回應《立場新聞》記者查詢時表示，《環球時報》所引用的言論，只是法律技術上的討論研究，意在指出澳門法律存在的漏洞，不代表他個人鼓吹香港獨立。他亦強調本人從無鼓吹澳獨或港獨，批評《環球時報》的措詞是歪曲事實。黃健朗又表示：「在澳門，澳獨根本不存在」。
當選議員後的蘇嘉豪在出席澳門電台節目時說，「愛國」已被扭曲為「表忠」，流於口號，又質疑有人藉「愛國」來取得更多利益。有聽眾發表評論，指出並沒有任何候選組別以「澳獨」作政綱，卻有一些人躲起來在網絡無的放矢、無中生有，指控候選組別「搞澳獨」，這些「搞亂社會的壞分子」才是「澳獨之父」。該聽眾又說，與其「講澳獨」，不如「講愛國愛澳」，他亦批評很多議員「講愛國愛澳」，卻只說不做。

### 澳門與內地駕駛執照互認爭議
2017年10月，特區政府提出推動陆澳兩地駕駛執照互認，引起坊間憂慮和批評，時事評論員、澳門交諮會前委員黃東批評，現時有部分意見指反對有關政策就是「澳獨」、「反對國家大政」。他認為，必須譴責這類上綱上線的說法，市民的憂慮有箇中道理，因為特區政府與中央政府的商討極不透明，難免引起揣測。他懷疑，中央政府可能只是向特區官員了解互認事宜，但特區官員立即把中央政府的意思演繹成「盡快實施、大勢所趨」等，強迫市民去接受。

### 香港民族黨被禁止運作事件
2018年9月，支持香港獨立的香港組織香港民族黨被當地政府禁止繼續運作。有記者就事件向澳門保安司司長黃少澤發問：「如果澳門有組織議論澳門獨立，政府會否取締？」，黃少澤表示澳門有法律規範社團不得違反相關法律規定，以及不可以損害國家安全和損害澳門良好的公共風俗習慣，又表示類似香港的情況未有在澳門發生，不能說將會怎樣處理，因為每個個案都不同，如有相關個案出現便會依據《維護國家安全法》和相關法律制度進行分析、評估，他又說「批評政府與損害國家安全的犯罪是兩個問題，希望不要混為一談」。

### 2021年舊金山中國領事館活動
2021年1月15日，位於加州灣區的多個團體聚集在中華人民共和國駐舊金山總領事館前面，舉行悼念活動紀念香港反送中運動的逝者梁凌傑。其中既有港獨組織，亦有包括多名澳門獨立的支持者，他們有的手持“澳門獨立”、“Macau Independence”的字樣。其中一名參與者表示，自己在2019年曾在澳門組織聲援香港反送中的運動，以及在校園的黑衣行動。但活動遭到警方恐嚇。他認為「中共在打壓香港的同時從未停止對澳門的打壓，因此澳門人更應該支持香港人」。

## 各界評論
專門研究澳門問題的專家、澳門科技大學教授譚志強說，2017年立法會選舉前多年來，從未聽過「澳獨」或「獨派分子」，他認為相關文章的指控是「完全冤枉」，似是有人在利用親共傳媒抹黑立法會選舉中的對手。澳門大學政府與行政學系副教授余永逸擔心如此挑起「獨派」討論，會讓本身不存在的議題成真，情況就像10年前沒有人討論港獨，但時香港特首梁振英提出「警惕港獨」後立即變成「港獨之父」，結果導致愈來愈多人討論港獨議題。余永逸又說，港澳兩地政治氣氛不同，澳門人多不認同激進路線，在澳門「反中」或「反共」並無市場。他又說：「當《環球時報》提出『澳獨』議題的時候，其實大家都知道出事了，因為這根本就不是個議題。你說它（澳獨），它倒就成議題了。」
澳門媒體《訊報》有評論文章批評2017年澳門立法會選舉期間，除了網上有「鋪天蓋地的誹謗言論」外，還有部分團體或候選組別公然違法擾亂個別組別的競選活動，上綱上線地抹黑個別組別，並扣上「澳獨」和「賣國」的帽子，質疑是有組織的打壓行為。評論文章又指，「愛國愛澳」是澳門人「一直以來的優良傳統」，根本就沒有所謂的「澳獨」土壤，澳門談「澳獨」是「選票毒藥」，亦是「政治自殺」。文章又認為，所謂的「反澳獨」勢力非要在澳門帶出「澳獨」這個偽議題，是因為「反澳獨」在將來必然是一條可觀的財路，文章批評現時在澳門誰要大力提倡「反澳獨」，誰就日後必將成為「澳獨之父」。
澳門立法會民主派議員區錦新認為，《環球時報》一度以「澳獨」標籤反對派的候選人可能是故意渲染。他指出澳門人口中，絕大部份都是來自中國大陸的新移民或者是「移民二代」，真正土生土長的澳門人只有三分之一，而且從1960年代起，澳門民間社會已由親北京的社團壟斷，到中國大陆改革開放後，整個社會都與北京政府較為親近，因此所謂的「澳獨」根本沒有市場。
法國國際廣播電台評論，「澳獨」議題是官方炮製出來打壓反對派的鬧劇。
時事評論員李國強認為，有既得利益者誇大「澳獨」在澳門的影響，製造假想敵，目的是為了向中國政府繳功納賞，又形容那些誇大「澳獨」在澳門的影響的人士，有如明朝末年一些製造假想敵以虛報軍功，將小規模衝突上奏為大捷大勝，以「無中生有」和「弄假成真」獲取朝廷封賞和賺取軍餉的明朝將領，又指最有可能推翻政權的不可能是「只有一支筆一張嘴」的「被扣上搞獨帽子的反對派人士」，而是那些自澳門回歸以來「透過不擇手段買賣（囤積）土地致富的地產商」。
澳門官委議員、澳門大學法學院教授邱庭彪在《全面準確貫徹“一國兩制”是澳門繁榮穩定的根本保證》一文中認為，由於澳門政府着力推進青少年的愛國教育，使澳門的青少年對中華民族的發展、文化和民族價值觀，以及中國近代發展歷程和澳門與國家有所了解，幫助學生「正確認識國家、正確認識澳門」，故能杜絕澳獨言論，激發年輕一代的愛國愛澳情感，有助一國兩制在澳門實施。
香港自由撰稿人侯鎮安认为，澳门有著比香港更长的五百年獨立於大陸政權的歷史，因此比香港更有资格獨立。侯指出澳門獨立可以參考世界上「小國獨立於大國」的眾多例子，并学习摩納哥成为以赌博业为支柱的国家，并且独立的澳門能够拥有“真正的民主”，并“未雨綢繆”解决潜在的民生问题。
中国民间异议历史学者刘仲敬认为葡萄牙殖民给澳門留下了天主教的影响，类似巴西或拉美天主教社会，因此如果澳門要在中国特区管治下保留自身的本土性乃至追求独立，将需要依赖天主教会作为文化与社会核心，否则澳門将会因为经济体量小（主要依赖博彩业和旅游业）而无法支撑独特的市民社会，成为中国的“模范特区”，并逐渐失去澳门的独特价值（如统战价值）。

## 法律
倡导澳门独立被澳门官方视为非法行为，维护国家安全法规定「以暴力或其他嚴重非法手段，試圖將國家領土的一部分從國家主權分離出去或使之從屬於外國主權者，處十年至二十五年徒刑。」。即使是纯粹的煽动，也可以刑法典「煽動以暴力變更已確立之制度罪」处罚。